# Argyrolepidia aethrias
Argyrolepidia aethrias là một loài bướm đêm trong họ Noctuidae.